# زنان (فیلم ۱۹۷۷)
زنان (مجاری: Ők ketten؛ ‏ انگلیسی: Women) یک فیلم مجارستانی-فرانسوی در سبک درام و ملودرام به کارگردانی مارتا مساروش است که در سال ۱۹۷۷ منتشر شد. از بازیگران آن می‌توان به مارینا ولادی، لی‌لی مونوری، یان نووینسکی، و ولادیمیر ویسوتسکی اشاره کرد.